# Lucrezia Lorenzi
Lucrezia Lorenzi (* 6. Mai 1998 in Turin) ist eine italienische Skirennläuferin.

## Biographie
Lorenzi stammte aus Valgioie bei Turin und wuchs gemeinsam mit ihrer Schwester Matilde im nahen Wintersportort Sestriere auf.
Sie gab ihr internationales Renndebüt am 8. Dezember 2014 bei einem FIS-Riesenslalom in Val Thorens. Ihr erstes internationales Großereignis bestritt sie 2016 bei den Juniorenweltmeisterschaften in Sotschi/Rosa Chutor, wo sie mit Rang 5 im Slalom eine Platzierung im absoluten Spitzenfeld erreichte.
In den darauffolgenden Jahren startete Lorenzi hauptsächlich bei FIS-Rennen in Italien sowie im Europacup.
Ihren ersten Podestplatz im Europacup erreichte sie am 29. November 2022 beim Slalom von Mayrhofen.
Nur wenige Wochen später, am 11. Dezember gab Lorenzi beim Slalom in Sestriere ihr Weltcupdebüt, wobei sie sich auf Anhieb für den zweiten Durchgang qualifizieren konnte und ihre ersten Weltcuppunkte gewinnen konnte.
Ihre bisher beste Platzierung im Weltcup erreichte sie am 16. Januar 2024 beim Slalom von Flachau mit Rang 21.

## Erfolge

### Weltcup
- 2 Platzierungen unter den besten 20

### Juniorenweltmeisterschaften
- Sotschi 2016: 5. Slalom, DNF Riesenslalom
- Åre 2017: DSQ Slalom, DNS Riesenslalom
- Davos 2018: 26. Riesenslalom, DNF Slalom

### Europacup
- 4 Platzierungen unter den besten 5, davon ein Podestplatz

### Australian New Zealand Cup
- Ein Podestplatz

### South American Cup
- Eine Platzierung unter den besten 10

### Weitere Erfolge
- 7 Siege bei FIS-Rennen
- Italienische Vizemeisterin im Slalom (2022, 2023)